# ГЕС Міддл-Бхотекоші
ГЕС Міддл-Бхотекоші – гідроелектростанція, що споруджується у Непалі. Знаходячись після ГЕС Аппер-Бхотекоші (45 МВт), входитиме до складу каскаду на річці Бхотекоші, лівій притоці Сан-Коші – верхньої течії Коші, великої лівої притоки Гангу.
Ресурс, захоплений за допомогою водозабірної греблі, спершу потраплятиме до басейну для видалення осаду розмірами 100х13 метрів при глибині 9 метрів. Далі він транспортуватиметься через дериваційний тунель довжиною 7,1 км з перетином 5,7х5,7 метра. 
Підземний машинний зал матиме розміри 52х15 метрів при висоті 26 метрів. Його обладнають трьома турбінами типу Френсіс потужністю по 35 МВт, які використовуватимуть чистий напір у 222 метрів та забезпечуватимуть виробництво 542 млн кВт-год електроенергії на рік.
Видача продукції відбуватиметься по ЛЕП, розрахованій на роботу під напругою 220 кВ.
Будівництво станції суттєво затрималось внаслідок руйнівного землетрусу 2015 року та повеней. Станом на початок 2019-го була виконана проходка 4,5 км головного дериваційного тунелю, проте подальший псотуп проекту знов наштовхнувся на ускладнення через фінансові проблеми китайської компанії-підрядника.